# 80
Cette page concerne l'année 80  du calendrier julien. Pour l'année 80 av. J.-C., voir 80 av. J.-C. Pour le nombre 80, voir 80 (nombre).
L'année 80 est une année bissextile qui commence un samedi.

## Événements
- Incendie du Champ de Mars et du Capitole à Rome. Épidémies[1].
- Titus inaugure l'amphithéâtre qui prendra le nom de Colisée à Rome[1]. Des jeux s'y déroulent pendant cent jours.
- Une campagne militaire menée par Agricola dans le nord de la Bretagne atteint le Firth of Tay[2].
- Début du règne de Vima Taktu, roi kouchan (fin en 100)[3].
- À Rome, Quintus Aurelius Pactumeius Fronto est le premier consul originaire d'Afrique (Cirta)[4].
- Gamaliel II devient nassi du sanhédrin de Jamnia (mort vers 116)[5].

## Décès en 80
- Vologèse II, roi des Parthes.